# Oberstreit
Oberstreit là một đô thị thuộc huyện Bad Kreuznach trong bang Rheinland-Pfalz, phía tây nước Đức. Đô thị Oberstreit có diện tích 1,01 km², dân số thời điểm ngày 31 tháng 12 năm 2006 là 264 người.